# Інженер-генерал-майор
Інженер-генерал-майор (лат. ingenium — «здібність», «винахідливість»; і лат. generalis — загальний, спільний; і лат. major, «старший») — військове звання вищого (генеральського) офіцерського інженерного складу у деяких країнах, зокрема у Російській імперії (1809—1917) та СРСР (1943—1971).
У країнах, де відсутнє звання бригадирського рангу, є першим (найнижчим) званням вищого військово-інженерного складу.

## Російська імперія
Інженер-генерал-майор — військовий чин в Російської імперській армії (військовослужбовець, який відповідає за організацію інженерного забезпечення діяльності армійських формувань), а також в Корпусі інженерів шляхів сполучення (1809—1868), Корпусі гірничих інженерів (1834—1866) і Корпусі лісничих (1839—1867).

### Історія використання в Російській імперії
Основою чину в Російській імператорській армії з'явилася посада інженер-генерал-майора, введена генерал-фельдцейхмейстером П. І. Шуваловим в 1756 році.
Згідно з затвердженим 2 (14) серпня 1867 року Проектом тимчасових правил про перетворення з військового в цивільний устрій корпусів Шляхів сполучень, Лісового та Межового, а також Телеграфного відомства, надання чину інженер-генерал-майора припинилося в Корпусі лісничих в 1867 році, в Корпусі інженерів шляхів сполучення — 1868 році, у зв'язку з переходом цих відомств на цивільну форму організації. У Корпусі гірничих інженерів надання цього чину припинилося в 1866 році. Інженер-генерал-майори цих відомств після переходу на цивільну форму організації могли, згідно з їхнім бажанням, або перейменуватися в чин дійсного статського радника, або зберегти колишній військовий чин.
Чин припинив існування з 17(30).12.1917 року внаслідок прийняття Раднаркомом РСФРР «Декрету про зрівняння всіх військовослужбовців в правах».

### Знаки розрізнення
В 1807 році еполети, як елемент однострою, були введені для офіцерського складу замість погонів.
При заснуванні Корпусу шляхів сполучень його чини отримали знаки розрізнення на срібні еполети (у армійських офіцерів на той час знаки розрізнення чинів на еполетах були відсутні). Чини різнилися кількістю кованих п'ятипроменевих золотих зірочок, а класи можна було відрізнити за типом бахроми на еполетах. У обер-офіцерів бахрома була відсутня, штаб-офіцери мали еполети з бахромою, генерали мали еполети з густою бахромою. Інженер-генерал-майор мав на еполетах по одній зірочці.
У 1827 році знаки розрізнення з'являються на еполетах армійських чинів. З'являється система знаків розрізнення, яка буде існувати до 1917 року. Чини корпусу шляхів сполучень стали використовувати знаки розрізнення за зразком армійських. Інженер-генерал-майор став мати на еполетах по дві зірочки.
В 1854 році на одностроях офіцерів та генералів з’являються галунні погони. Класи військовиків різнилися за видом погонів, обер-офіцери мали по одному поздовжньому просвіту на погонах, штаб-офіцери по два, а погони генералів (та адміралів) не маючи просвітів, мали галун з малюнком зигзагу. Система розпізнавання чинів залишилася такою же як і на еполетах.

## СРСР
Інженер-генерал-майор — військове звання генеральського і адміральського складу інженерно-берегової служби ВМС СРСР в 1943–1971. Еквівалентом звання серед командного складу в сухопутних силах було звання генерал-майор, а ВМС — контрадмірал; серед інженерно-технічного корабельного складу ВМС — інженер-контрадмірал, а серед інженерно-технічного складу сухопутних сил генерал-майор інженерно-технічної служби.
Інженер-генерал-майор був вище за рангом ніж інженер-полковник та нижче ніж інженер-генерал-лейтенант.

### Передумови появи
Введені в 1935 році персональні військові звання різнилися у різних службах. В 1940 році підчас введення генеральських та адміральських звань для командного складу, відбулася часткова уніфікація. Для корабельного складу інженерно-технічної служби РСЧФ вводяться звання наближені до звань командного складу флоту, але з додаванням слова «-інженер» попереду. Наступний етап уніфікації військових звань різних складів відбувається у РСЧА та РСЧФ в 1942—1943 роках.

### Введення (1943)
У 1942/43 роках відбувається уніфікація військових звань різних складів та служб РСЧА та РСЧФ. Вищий начальницький склад почав отримувати генеральські звання, а середній та молодший начальницькі складі почали отримувати військові звання за зразком з командним складом.
В інженерно-береговій службі Військово-морських сил в 1943 році були введені генеральські звання, за зразком зі званнями берегової служби, але з додаванням слова «інженер-» на початку звання.

### Скасування (1971)
Указом Президії Верховної Ради СРСР від 18.11.1971 року № 2319-VIII «Про військові звання офіцерського складу Збройних Сил СРСР» відбувається чергова уніфікація військових звань.
Серед іншого, змінам піддалися звання старших та молодших офіцерів інженерно-корабельного та інженерно-берегового складу. Звання, які починалися зі слова «інженер-», замінювалися на нові аналогічні корабельному складу, з додаванням «-інженер» наприкінці звання. Внаслідок цього інженер-генерал-майори стають генерал-майорами-інженерами.
Такі ж процеси відбувалися в сухопутних силах та авіації, де скасовуються додавання до звання «інженерно-технічної служби», замість нього додавалася приставка до звання «-інженер». Відповідно до постанови Ради Міністрів СРСР від 18 листопада 1971 року № 846 «Про затвердження Положення про проходження військової служби офіцерським складом Збройних Сил СРСР» генерал-майори інженерно-технічної служби та інженер-генерал-майори стали вважатися у військовому званні генерал-майор-інженер).

### Знаки розрізнення (1943—1971)
Згідно з указами Президії Верховної Ради від 6 січня 1943 року «О введенні нових знаків розрізнення для особового складу Червоної Армії» та від 15 лютого 1943 року «О введенні нових знаків розрізнення для особового складу ВМФ»,
вводяться нові однострої, та нові знаки розрізнення. Замість петлиць вводяться погони, на яких стали розміщуватися знаки розрізнення. Знаки розрізнення майже збігалися з імперськими.
Погони інженерно-берегової служби були шестикутні, вкриті срібним галуном (у корабельного складу та у береговій службі золоті) з чорною облямівкою та з сріблястими ґудзиками. На погонах розміщувалися золотисті п'ятипроменеві зірочки (у корабельного складу та у береговій службі сріблясті) відповідно званню, та золотиста «технічна емблема».
Погони інженер-генерал-майора мали притаманний генералам візерунок у вигляді «зигзаг». На кожному погоні розташовувалося по одній металевій зірочці.

## Цікаві факти
На початку 1943 року в СРСР за знаки розрізнення були введені погони, знаки розрізнення яких здебільшого були оновленою версією попередніх імперських (використовувалися в Імперії до 1917 року, а в Добровольчих арміях до 1922 року, а в емігрантському середовищі до середини ХХ століття). Знаки розрізнення радянського інженер-генерал-майора співпадали зі знаками розрізнення інженер-генерал-майора Корпусу шляхів сполучень зразку 1809 року. Ця відповідність була порушена у 1827 році, при введенні знаків розрізнення в усіх родах військ Збройних сил та Флоту уніфікованих з цивільними чинами. Знаки розрізнення генеральських чинів починалися з двох зірочок, так як одна зірочка відповідала цивільному чину  V класу статський радник, відповідність якому серед військових чинів (бригадир до 1796, капітан-командор до 1827) було відсутнє. Тому знаки розрізнення радянського інженер-генерал-лейтенанта мали збіг зі знаками розрізнення імперського інженер-генерал-майора зразку 1827 року (зірочки мали інше розташування).